# Howards End
Howards End är en brittisk romantisk dramafilm från 1992 i regi av James Ivory, efter ett manus av Ruth Prawer Jhabvala baserat på romanen med samma namn från 1910 av E. M. Forster. Det var Merchant Ivory Productions tredje filmatisering av en roman av Forster (efter Ett rum med utsikt från 1985 och Maurice från 1987) och det var den första filmen som släpptes av Sony Pictures Classics. Filmens narrativ utforskar klassrelationer i sekelskiftets Storbritannien, genom händelser i systrarna Schlegels liv. I huvudrollerna ses Anthony Hopkins, Vanessa Redgrave, Helena Bonham Carter och Emma Thompson, med James Wilby, Samuel West, Jemma Redgrave och Prunella Scales i biroller.
Filmen hade biopremiär den 13 mars 1992 och blev kritikerrosad och kommersiell framgång, och spelade in över 32 miljoner dollar på en budget på 8 miljoner dollar. Den tävlade vid Filmfestivalen i Cannes 1992 och vann 45-årsjubileumspriset. Vid Oscarsgalan 1993 fick filmen hela nio nomineringar, bland annat för Bästa film, och vann tre: Bästa skådespelerska (för Thompson), Bästa manus baserat på material som tidigare producerats eller publicerats och Bästa scenografi. Vid den 46:e upplagan av British Academy Film Awards fick den elva nomineringar och vann två priser; Bästa film och bästa skådespelerska (för Thompson).

## Handling
I det edvardianska Storbritannien 1910 förlovar sig Helen Schlegel med Paul Wilcox under en nyck av passion, medan hon är gäst på familjen Wilcox lantställe Howards End. Familjen Schlegel är en intellektuell familj av anglo-tysk borgarklass, medan familjen Wilcox är konservativa och förmögna, ledda av den hårdhudade affärsmannen Henry. Helen och Paul bestämmer sig snabbt för att slå upp förlovningen, men hon har redan skickat ett telegram där hon informerar sin syster Margaret, vilket leder till tumult när systrarnas moster Juley dyker upp och ställer till med en scen.
Några månader senare i London hyr familjen Wilcox en lägenhet tvärs över gatan från familjen Schlegel, som de hade träffat året innan i Tyskland, och Margaret återupptar sin bekantskap med Henrys fru Ruth. Howards End ägs av Ruth och är hennes älskade barndomshem, ärvt från hennes familj. De två kvinnorna kommer varandra nära i takt med att Mrs. Wilcox hälsa försämras och utan Margarets vetskap testamenterar Ruth Howards End till henne på sin dödsbädd. Familjen Wilcox vägrar dock tro att Ruth skulle lämna huset till en relativ främling och bränner upp hennes informellt skrivna instruktioner. Henry utvecklar en attraktion till Margaret, hjälper henne att hitta ett nytt hem och föreslår så småningom äktenskap, vilket hon accepterar.
Familjen Schlegel har blivit vänner med Leonard Bast, en självförbättrande ung kontorist som bor tillsammans med Jacky, en kvinna av tvivelaktigt ursprung. Systrarna berättar för Henry att försäkringsbolaget som Leonard arbetar för är på väg att gå i konkurs. Som ett resultat av detta säger Leonard upp sig och nöjer sig med ett mycket lägre betalt jobb, som så småningom elimineras så att han inte har någon anställning. Helena blir senare rasande när hon får veta att Henrys råd var felaktiga. Leonards första arbetsgivare var helt soltt, men han kommer inte att anställas igen.
Några månader senare är Henry och Margaret värdar för bröllopet med hans dotter Evie på hans egendom i Shropshire. Margaret blir chockad när Helen anländer med de fattiga Leonard och Jacky. Helen anser att Henry är ansvarig för deras svåra situation och ber honom om hjälp, men en berusad Jacky avslöjar Henry som en tidigare älskare sedan flera år tillbaka. Henry skäms över att bli avslöjad som äktenskapsbrytare, men Margaret förlåter honom och går med på att skicka iväg familjen Bast. Helen, som är upprörd över Margarets beslut att gifta sig med en man som hon nu avskyr, ger sig av till Tyskland, men inte förrän hon gett efter för sin attraktion till Leonard och har sex medan hon är ute på båt. Helen är rädd att familjen Bast ska bli utfattiga, så hon instruerar sin bror Tibby att ge dem över 5000 pund av sina egna pengar, men Leonard lämnar tillbaka checken oinlöst av stolthet och på grund av sina egna känslor för Helen.
Margaret och Henry gifter sig och bestämmer sig för att använda Howards End som förråd för Margarets och hennes syskons tillhörigheter. Efter att i flera månader ha hört av sig till Helen bara genom vykort, blir Margaret orolig. Helen återvänder till England när moster Juley blir sjuk, men undviker att träffa sin familj. Margaret tror att Helen är mentalt instabil och lurar henne till Howards End för att hämta sina tillhörigheter, och anländer själv med Henry och en läkare, och upptäcker att Helen är gravid. Helen insisterar på att återvända till Tyskland för att uppfostra sitt barn ensam och ber att få sova över i Howards End, men Henry vägrar bestämt, vilket leder till ett gräl med Margaret.
Leonard, som fortfarande lever olyckligt i fattigdom med Jacky, har en dröm om hur han först träffade Helen. Han upptäcker att han vill träffa henne igen och reser till Howards End, dit han anländer för att hitta en höggravid Helen, Margaret och Henrys brutala äldste son Charles. När Charles inser att Leonard är barnets far, anlagar han honom för att ha "vanhedrat" Helen, och en bokhylla kollapsar över Leonard, som dör av en hjärtattack. Margaret berättar för Henry att hon tänker lämna honom för att hjälpa Helen att uppfostra sitt barn, och Henry bryter ihop och berättar för henne att polisutredningen kommer att anklaga Charles för dråp.
Ett år senare samlas Paul, Evie och Charles fru Dolly i Howards End. Henry och Margaret är fortfarande tillsammans och bor med Helen och hennes lille son. En synbart åldrad Henry berättar för de andra att vid hans död kommer Margaret att ärva Howards End och lämna det till sin brorson, men Margaret vill inte ha något av Henrys pengar, som kommer att delas mellan hans barn. Hon råkar höra Dolly påpeka ironin i att Margaret ärver huset, vilket avslöjar Mrs. Wilcox döende önskan att lämna det till henne. Henry berättar för Margaret att han gjorde vad han trodde var rätt, men hon säger ingenting.

## Rollista i urval
- Emma Thompson - Margaret Schlegel
- Helena Bonham Carter - Helen Schlegel
- Vanessa Redgrave - Ruth Wilcox
- Joseph Bennett - Paul Wilcox
- Prunella Scales - tant Juley
- Adrian Ross-Magenty - Tibby Schlegel
- Jo Kendall - Annie
- Anthony Hopkins - Henry Wilcox
- James Wilby - Charles Wilcox
- Jemma Redgrave - Evie Wilcox
- Ian Latimer - stins
- Samuel West - Leonard Bast
- Simon Callow - föreläsare, "Music and Meaning"
- Mary Nash - pianist på musikföreläsningen
- Siegbert Prawer - den frågande mannen på musikföreläsningen
- Susan Lindeman - Dolly Wilcox
- Nicola Duffett - Jacky Bast
- Atlanta White - hembiträde på Howards End
- Gerald Paris - chef på försäkringsbolaget Porphyrion
- Mark Payton - Percy Cahill
- Barbara Hicks - Miss Avery
- Peter Cellier - överste Fussell
- Crispin Bonham-Carter - Albert Fussell
- Jim Bowden - Martlett

## Om filmen

### Finansiering
Merchant-Ivory hade svårt att säkra finansiering för Howards End, vars budget uppgick till 8 miljoner dollar. Denna var betydligt större än Maurice och Ett rum med utsikt, vilket ledde till problem med att skaffa kapital i Storbritannien och USA. Filmens distributör Orion Pictures stod på randen till konkurs och bidrog bara med en liten summa till den totala budgeten.
En lösning uppenbarade sig när Merchant Ivory sökte finansiering via en mellanhand i Japan, där de tidigare Forster-filmatiseringarna, särskilt Maurice, hade varit mycket framgångsrika. Så småningom stod japanska företag som Sumitomo Corporation, Japan Satellite Broadcasting och Imagica Corporation för huvuddelen av filmens finansiering.
Distributionsproblemet löstes när cheferna för Orion Classics lämnade företaget för Sony Pictures och skapade den helt nya divisionen av Sony Pictures Classics; Howards End var den första titeln som förvärvades och distribuerades. År 2022 erinrade sig företagets medgrundare Michael Barker om att Ismail Merchant, trots ett mycket lukrativt erbjudande om distributionsrättigheter från Harvey Weinstein från Miramax Films, var nöjd med att välja Sonys relativt mindre erbjudande på 1 miljon dollar i stället.

### Rollbesättning
Anthony Hopkins tackade ja till rollen som Henry Wilcox efter att ha läst manuset, som han fick av en ung kvinna som hjälpte till att redigera Slaves of New York och När lammen tystnar samtidigt i samma byggnad.
Phoebe Nicholls, Joely Richardson, Miranda Richardson och Tilda Swinton var alla påtänkta för rollen som Margaret Schlegel innan Emma Thompson accepterade rollen. James Ivory var inte bekant med Thompson innan hon rekommenderades till honom av Simon Callow, som hade ett litet cameoframträdande som musikföreläsare i konsertscenen.
Jemma Redgrave (Evie Wilcox), som spelade dottern till Vanessa Redgraves karaktär (Ruth Wilcox), är hennes brorsdotter. Samuel West, som spelade Leonard Bast, är son till Prunella Scales, som spelade moster Juley.
Enligt James Ivory, även om Vanessa Redgrave var hans försthandsval för rollen som Ruth Wilcox, var hennes deltagande osäkert fram till sista stund, eftersom hon var engagerad i andra projekt och det tog lite tid att förhandla fram en acceptabel lön. När hon gick med på att spela Mrs. Wilcox, trodde hon felaktigt att hon skulle spela Margaret; Det var först när hon dök upp på inspelningsplatsen för att börja filma sina scener som sminkösen förklarade att hon skulle spela den äldre Mrs. Wilcox.

### Musik
Musiken komponerades av Richard Robbins, med delar av musiken baserad på Percy Graingers verk "Bridal Lullaby" och "Mock Morris". Pianostyckena framfördes av den engelske konsertpianisten Martin Jones. Orkesterverken dirigerades av Harry Rabinowitz och framfördes av English Chamber Orchestra.
- "Bridal Lullaby" av Percy Grainger 
med tillstånd av Bardie Edition (används för huvudtiteln och Margaret's Arrival At Howards End)
- "Mock Morris" av Percy Grainger 
med tillstånd av Schott & Co. (Tema för eftertexterna)
- 5:e symfonin av Ludwig van Beethoven 
(ej krediterad; med i föreläsningsscenen "Musik och mening")

Värt att notera är också en tango komponerad och framförd av Teddy Peiro Tango Quintet, och musik av Francis Poulenc, Nocture #8. Detta tema används när Ruth Wilcox promenerar vid Howards End i Evening Scene.

### Inspelningsplatser

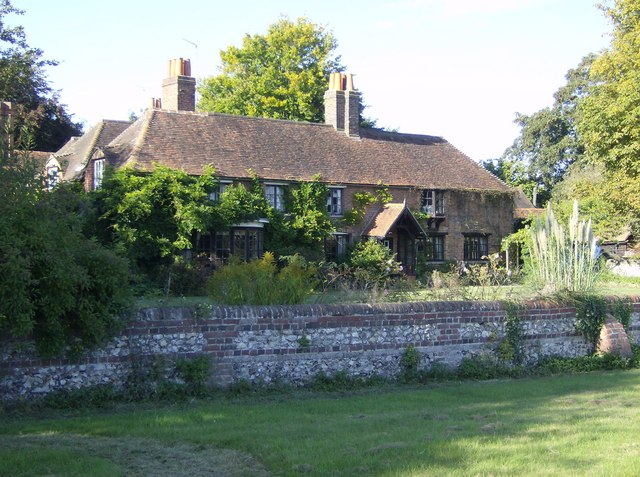
Peppard Cottage i Rotherfield Peppard användes som inspelningsplats för Howards End.

Inspelningsplatser i London inkluderade ett hus på Victoria Square (som föreställde Schlegels hem), Fortnum & Mason i Piccadilly, restaurangen Simpson's-in-the-Strand och St Pancras järnvägsstation. Områdena runt Admiralty Arch och framför Royal Exchange i City of London kläddes om för att filma trafikscener från 1910 års London. Scenen där Margaret och Helen promenerar med Henry på kvällen filmades på Chiswick Mall i Chiswick, London. Banken där Leonard möter Helen är lobbyn på Baltic Exchange, 30 St. Mary Axe, London. Strax efter inspelningen bombades och förstördes byggnaden av IRA. Rosewood London på High Holborn, som då var Pearl Assurance Building, representerade Porphyrion Fire Insurance Company.
Fyrkanten i Founder's Building vid Royal Holloway, University of London, fick ersätta sjukhuset där Margaret besöker fru Wilcox. Huset "Howards End" på landet är Peppard Cottage i Rotherfield Peppard, Oxfordshire. På den tiden ägdes den av en antik silverhandlare som scenografen Luciana Arrighi var bekant med. Blåklocksskogen där Leonard promenerar i sin dröm, liksom Dolly och Charles hus, filmades i närheten. Henrys lantställe Honiton var i själva verket Brampton Bryan Hall i Herefordshire, nära den walesiska gränsen. Bewdley järnvägsstation på den historiska Severn Valley Railway finns med som Hilton station.